# Broicher Mühle
Die Broicher Mühle war eine Wassermühle am Broicher Bach in der Stadt Alsdorf in der nordrhein-westfälischen Städteregion Aachen im Regierungsbezirk Köln.

## Geographie
Die Broicher Mühle hatte ihren Standort an der Straße Broicher Mühle im Alsdorfer Stadtteil Broich in der Städteregion Aachen. Sie lag auf einer Höhe von ca. 152 m über NN. Der Mühle vorgelagert war der große Broicher Weiher. Die Broicher Mühle war die erste Mühle im Broichbachtal nur etwa 1000 m von den beiden Quellen entfernt. Unterhalb der Broicher Mühle hatte die Kranentalsmühle ihren Standort.

## Gewässer
Die Quellen vom Broicher Bach mit einer Höhe von 174 m über NN liegen heute in einem Regenrückhaltebecken zwischen den Straßen In der Dell und Holzweg im Stadtteil Linden-Neusen der Stadt Würselen. Der Bach mit einer Länge von 8,2 km fließt nach nördlichem Beginn in westlicher Richtung durch das Gebiet der Stadt Alsdorf und dann zur Stadt Herzogenrath. Im Straßenbereich An der Wurm/Apolloniastraße mündet der er in einer Höhe von 106 m über NN in die Wurm.

## Geschichte
Die Broicher Mühle, die am großen Broicher Weiher ihren Standort hatte, war eine Mahlmühle die zu einem Mühlenhof gehörte der neben Wiesen, Benden und Baumgärten auch noch 36 Morgen Land  bewirtschaftete. Dies geht aus einer Vermögensaufstellung aus dem Jahre 1683 hervor. Das genaue Baujahr der Mühle ist nicht bekannt. Die Mühle gehörte früher zum kurkölnischen Lehensgut Broich, einem Rittersitz, der auf das 12. Jh. zurückgeht. Vor 1500 kamen Gut und Mühle an die Familie v. Zweibrüggen, 1649 durch Heirat an die Familie v. Schellart. 1817 wurde die Mühle vom Rittergut abgetrennt und kam an die Familie v. Negri auf Zweibrüggen, die sie an Peter Offergeld den Erbpächter auf der Kellersberger Mühle verpachteten. Nach dem Ersten Weltkrieg wurde die Mühle stillgelegt. Der Weiher ist heute noch  Ausgangspunkt und Ziel mancher Wanderung durch das Naturschutzgebiet Broichbachtal.

## Galerie

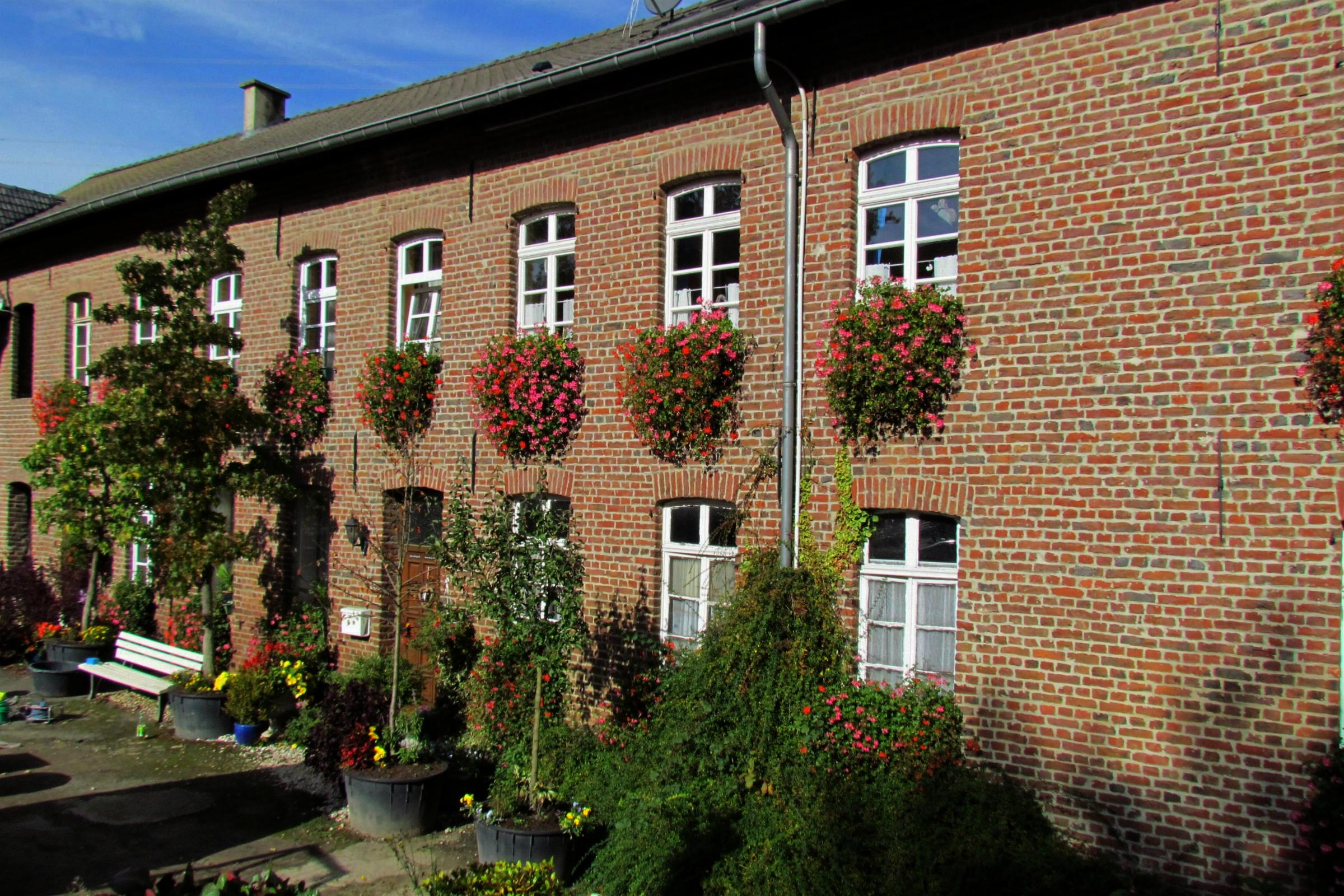
Das Wohnhaus der Broicher Mühle
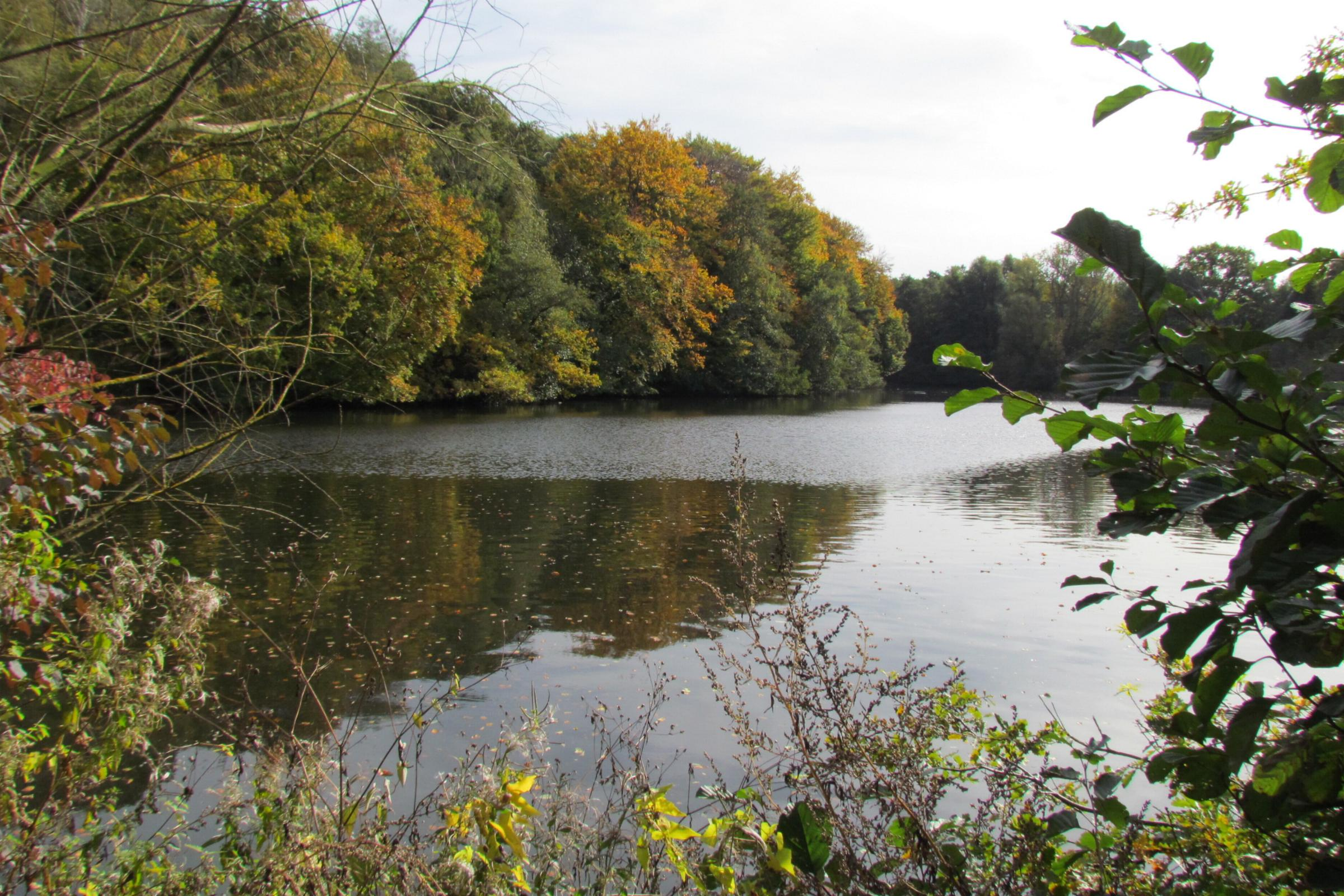
Der Mühlenteich an der Broicher Mühle
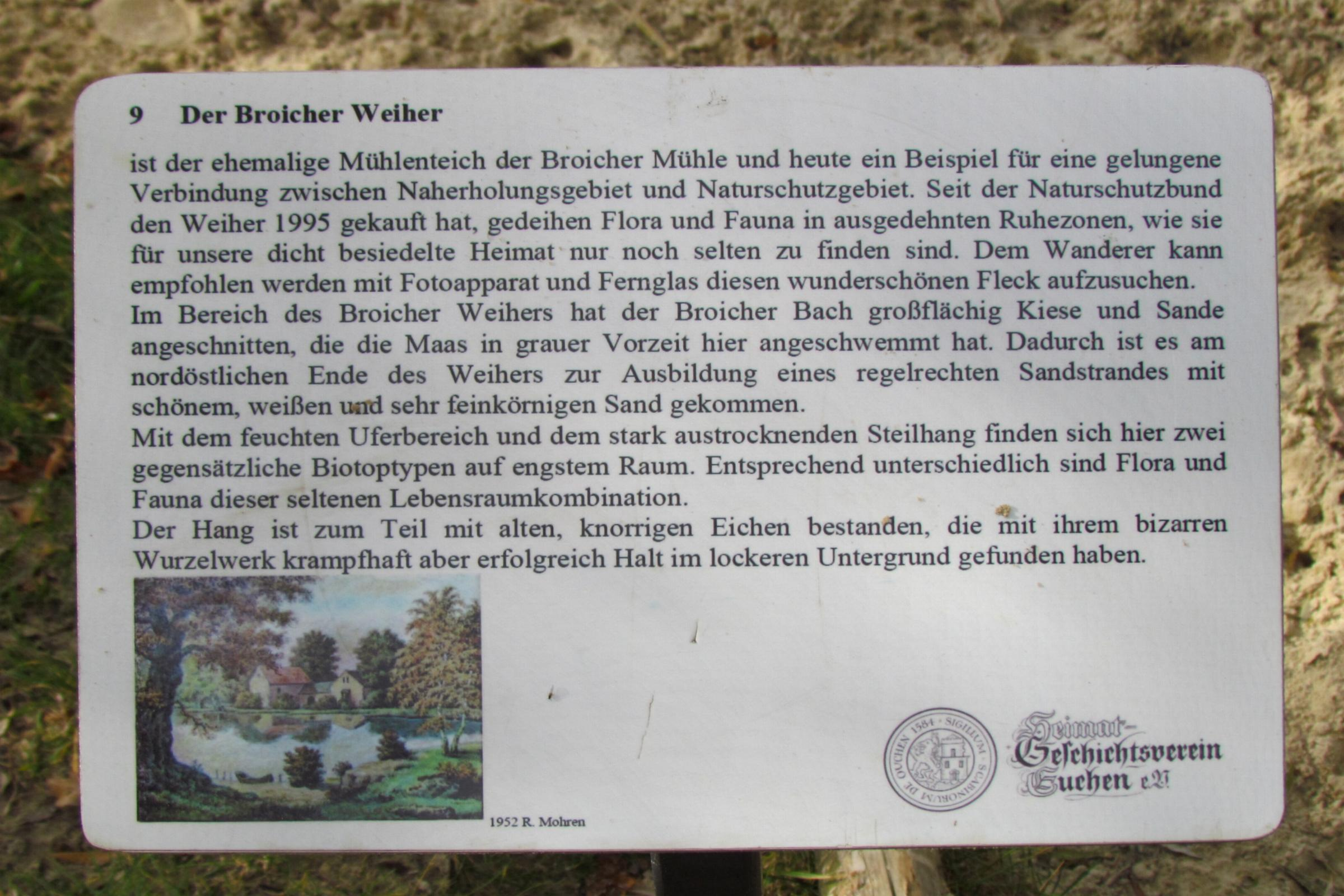
Infotafel zum Mühlenteich Broicher Weiher
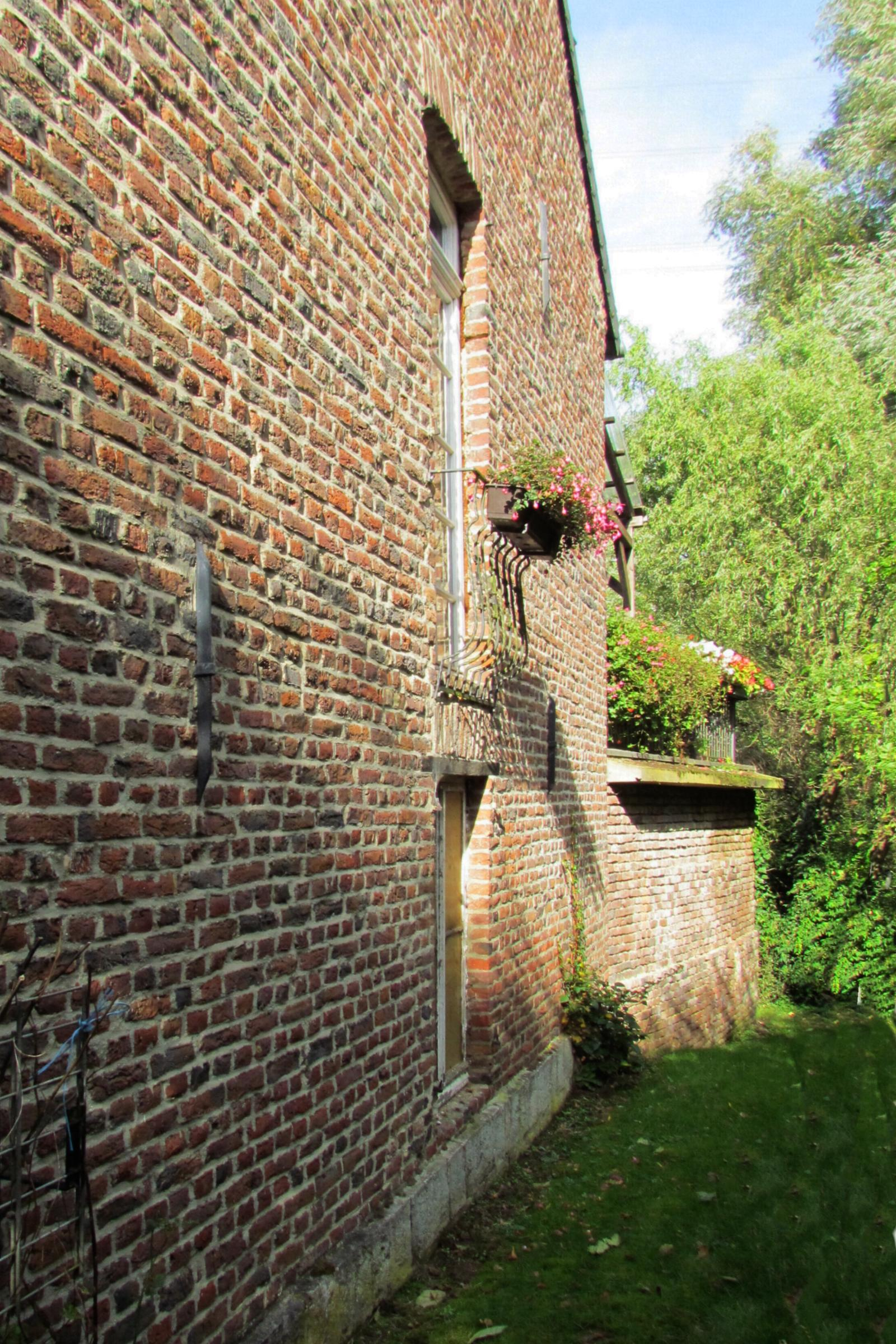
An dieser Giebelwand stand einst das Mühlrad
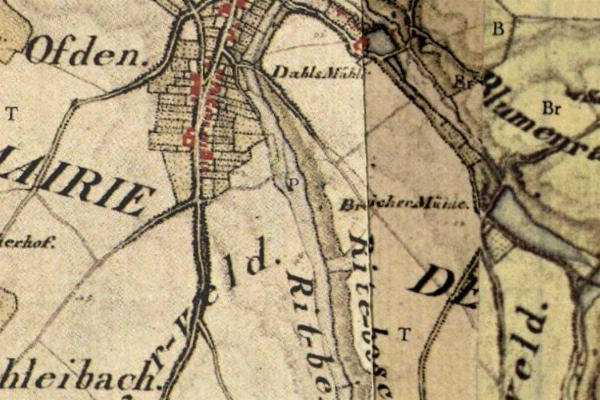
Die Broicher Mühle auf der Tranchotkarte 1805
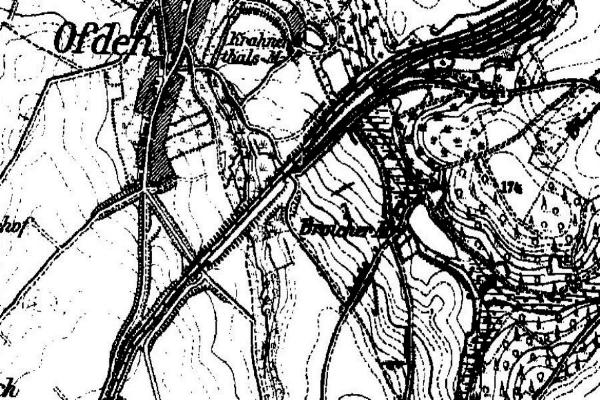
Karte der Neuaufnahme von 1892

→ Siehe auch Liste von Mühlen an der Wurm und ihren Zuflüssen